# Dan Bucșa
Dan Mihai Bucșa (Dej, 23 giugno 1988) è un ex calciatore rumeno, di ruolo centrocampista.

## Carriera
Ha giocato nella massima serie dei campionati rumeno ed ungherese.